# Biaix de l'statu quo
El biaix de l'statu quo és un biaix cognitiu que provoca una preferència per l'estat actual de les coses. Es prenen com a referència les circumstàncies actuals (statu quo) i es considera negatiu qualsevol canvi respecte a aquesta referència.
No es parla de biaix de l'statu quo quan es tracta d'una preferència racional per l'statu quo (per exemple, si la situació actual és objectivament millor que les possibles alternatives) o quan no es disposa de prou informació. Tanmateix, un gran conjunt de proves demostra que el biaix de l'statu quo sovint afecta la presa de decisions.
El biaix de l'statu quo interacciona amb altres processos cognitius no racionals, com ara l'aversió a la pèrdua, el biaix d'existència, l'efecte de certesa, la longevitat, l'efecte de mera exposició i l'evitació del penediment. La prova d'inversió ofereix proves experimentals de la detecció del biaix de l'statu quo. N'hi ha una multitud d'exemples experimentals i reals. El comportament de les persones en relació amb els plans de pensions, la salut i qüestions ètiques és un altre àmbit en el qual es poden veure proves d'aquest biaix.